# Johannes Blaskowitz
Johannes Albrecht Blaskowitz, född 10 juli 1883 i Paterswalde, Ostpreussen, död 5 februari 1948 i Nürnberg, var en tysk generalöverste. Under andra världskriget förde han befäl över flera tyska armégrupper.

## Biografi
Blaskowitz var som kapten kompani- och bataljonschef under första världskriget, som överstelöjtnant och överste bataljons- och regementschef i Reichswehr under Weimarrepubliken. Blaskowitz, som i första hand såg sig som soldat, gjorde sig vid upprepade tillfällen illa omtyckt hos den högsta ledningen för sin öppet uttalade kritik av SS och Gestapo, särskilt under fälttåget i Polen år 1939. Blaskowitz mottog i en järnvägsvagn 1939 i Rakow utanför Warszawa polska officerares kapitulation.
Efter andra världskrigets slut ställdes Blaskowitz inför rätta i Nürnberg 1947 anklagad för bland annat krigsförbrytelser. Han begick självmord genom att hoppa ut genom ett av fängelsebyggnadens fönster, men det finns uppgifter om att han skulle ha knuffats ut från fönstret av SS-agenter.

## Befordringshistorik
| Datum            | Tjänstegrad            |
| ---------------- | ---------------------- |
| 2 mars 1901      | Fänrik                 |
| 27 januari 1902  | Löjtnant               |
| 27 januari 1910  | Överlöjtnant           |
| 17 februari 1914 | Kapten                 |
| 1 januari 1922   | Major                  |
| 6 april 1926     | Överstelöjtnant        |
| 1 oktober 1929   | Överste                |
| 1 oktober 1932   | Generalmajor           |
| 1 december 1933  | Generallöjtnant        |
| 1 augusti 1936   | General av infanteriet |
| 1 oktober 1939   | Generalöverste         |